# Björktrast

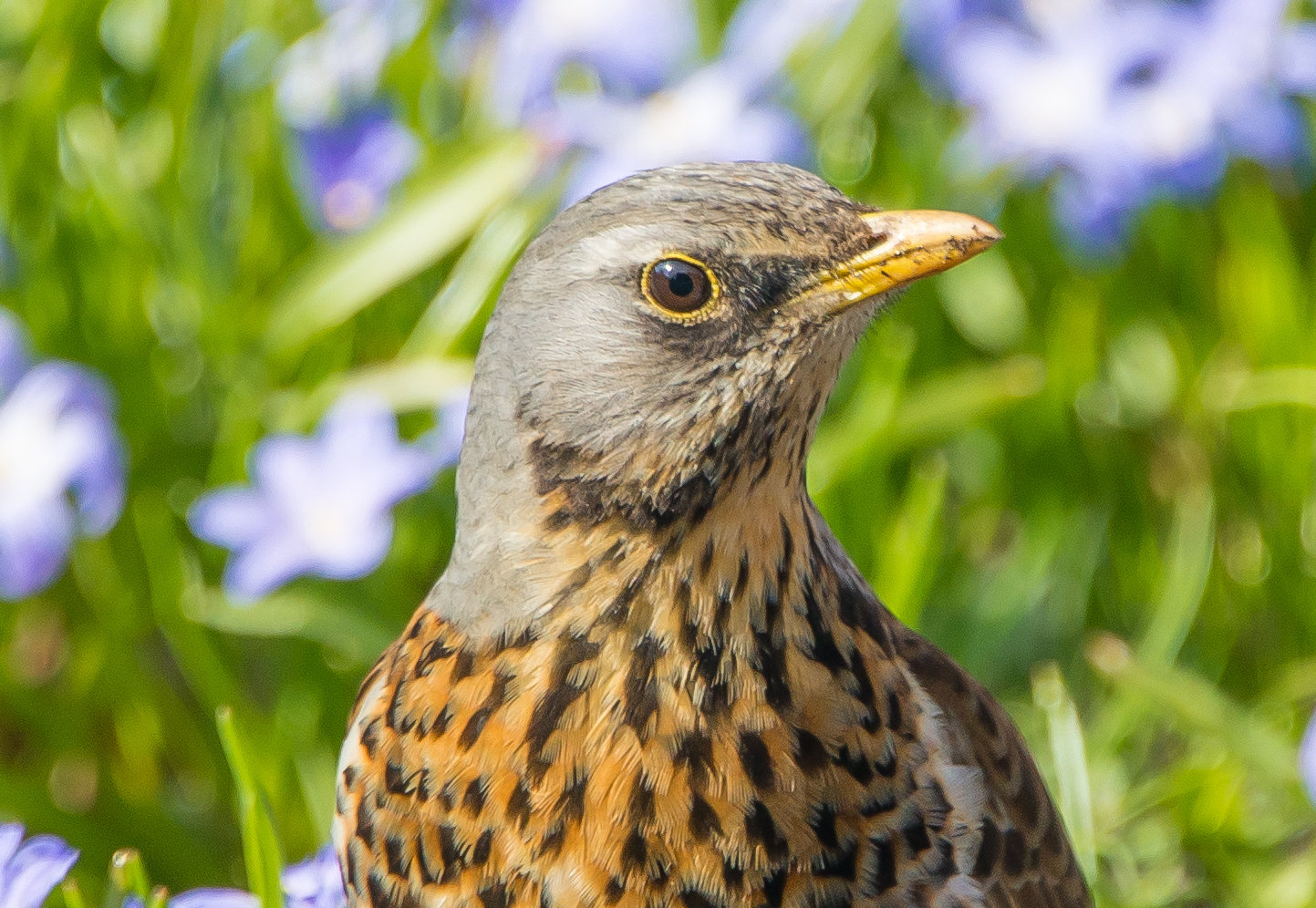
Björktrast i en park i Stockholm 2015.

Björktrast (Turdus pilaris) är en trast som är vanligt förekommande i sitt häckningsområde i norra Palearktis.

## Utseende och läte
Björktrasten är en långstjärtad och kraftigt byggd trast. Dess nacke, övergump, nedre delen av ryggen, huvudets ovansida och kroppssidorna är askgrå. Skuldrorna och övre delen av ryggen är kastanjebruna och de undre vingtäckarna är vita. Buk och undergump är vit och den är kraftigt vattrad med pilspetsformade svarta fläckar på kroppssidorna under vingarna.
Bröstet är orangebeige och också vattrad med längsgående mörka streck. Den har ett ljust ögonbrynsstreck, är mörkfärgad mellan ögat och näbben som är gulorange med en grå näbbspets och den har mörkgrå ben. Längden är 22–27 cm och vingspannet 39–42 cm. Fågeln väger cirka 100 gram. Unga fåglar i första vinterdräkt går att särskilja genom de vita fjäderspetsarna på de övre vingtäckarna.
Merparten av björktrastens läten är tjattrande. Dess vanligaste läte är ett skränigt upprepat ”schäckande”. Locklätet i flykten är också ett liknande upprepat ”tjackande” som pågår i några sekunder, men även ett tunt, högt ”giih”. I allmänhet är den inte sen att använda sitt tjatter för att varna för kattugglor, katter eller andra faror.

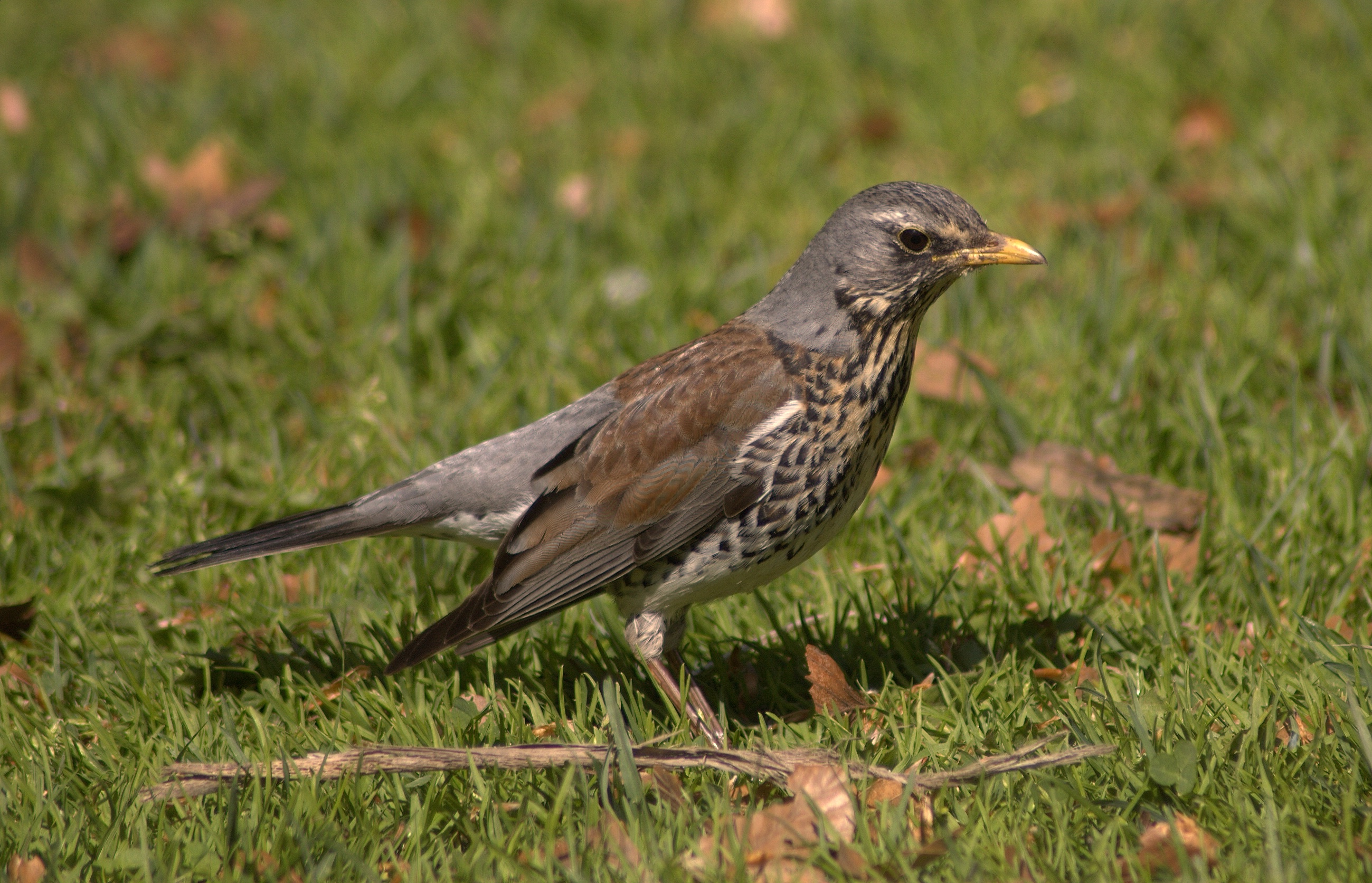
Adult björktrast i sommardräkt.
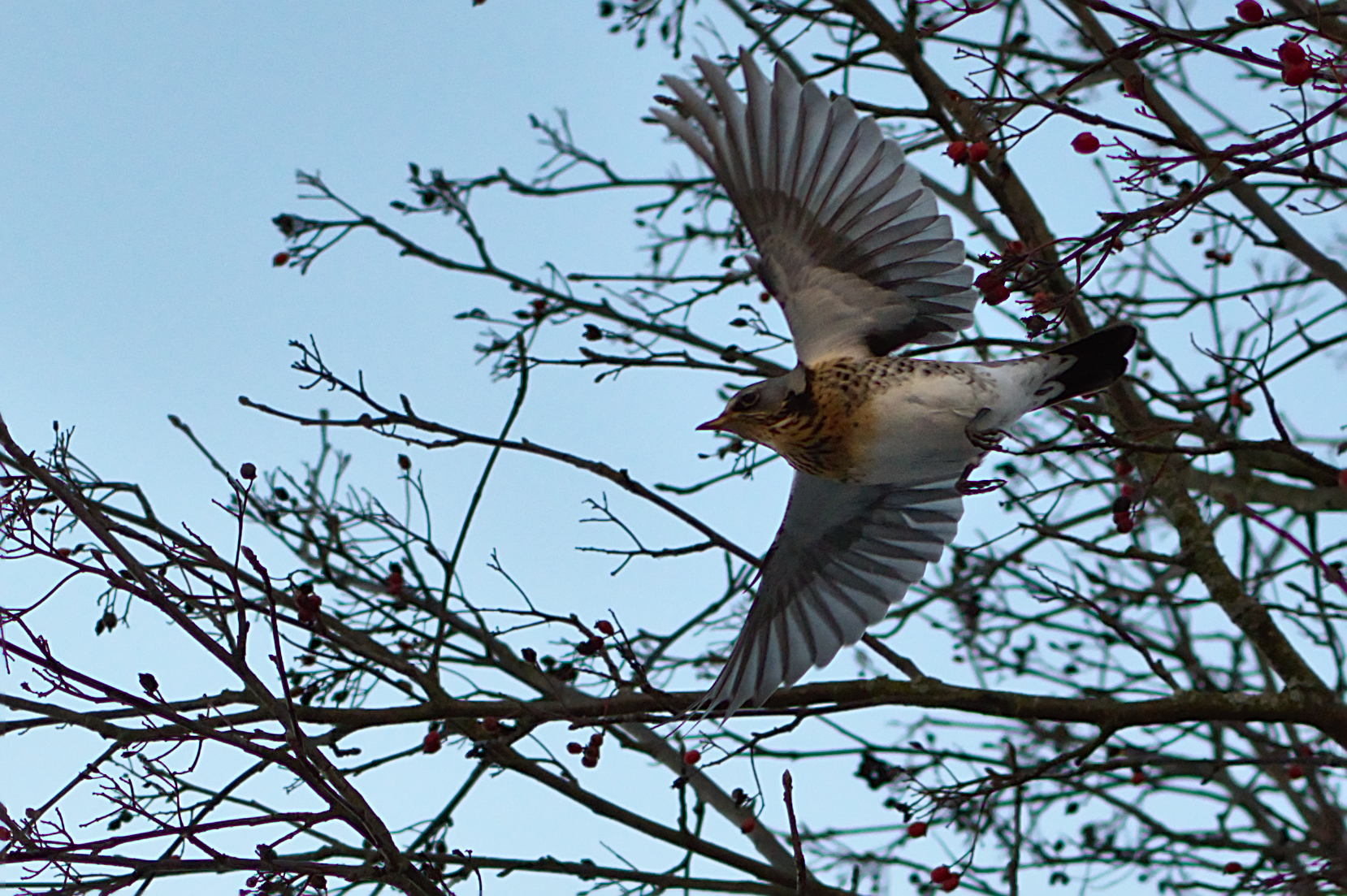
Adult björktrast i vinterdräkt.

## Utbredning och systematik
Björktrasten häckar i norra Europa, från de allra nordligaste delarna av norra Skandinavien söderut till sydöstra Frankrike, norra Italien, Slovenien och Kroatien, österut genom Ryssland och norra Ukraina till floden Aldan i östra Sibirien, söderut till de nordligaste delarna av Kazakstan, Altajbergen, Sajanbergen och Bajkalsjön. Sedan 1937 häckar de också på sydligaste delarna av Grönland. 
De nordliga häckningspopulationerna är flyttfåglar och flyttar söderut i Europa och Asien. Den övervintrar exempelvis på Island, över större delarna av Storbritannien, Iberiska halvön och Italien, och den uppträder så långt söderut som Madeira, Egypten, Israel, Irak, och Kina. Trots sitt stora utbredningsområde delas den vanligtvis inte upp i några underarter.

### Förekomst i Sverige
Björktrasten häckar i stort antal över hela landet. Grovt taget kan man säga att de björktrastar som häckar norr om Mora flyttar söderut om vintern.

## Ekologi

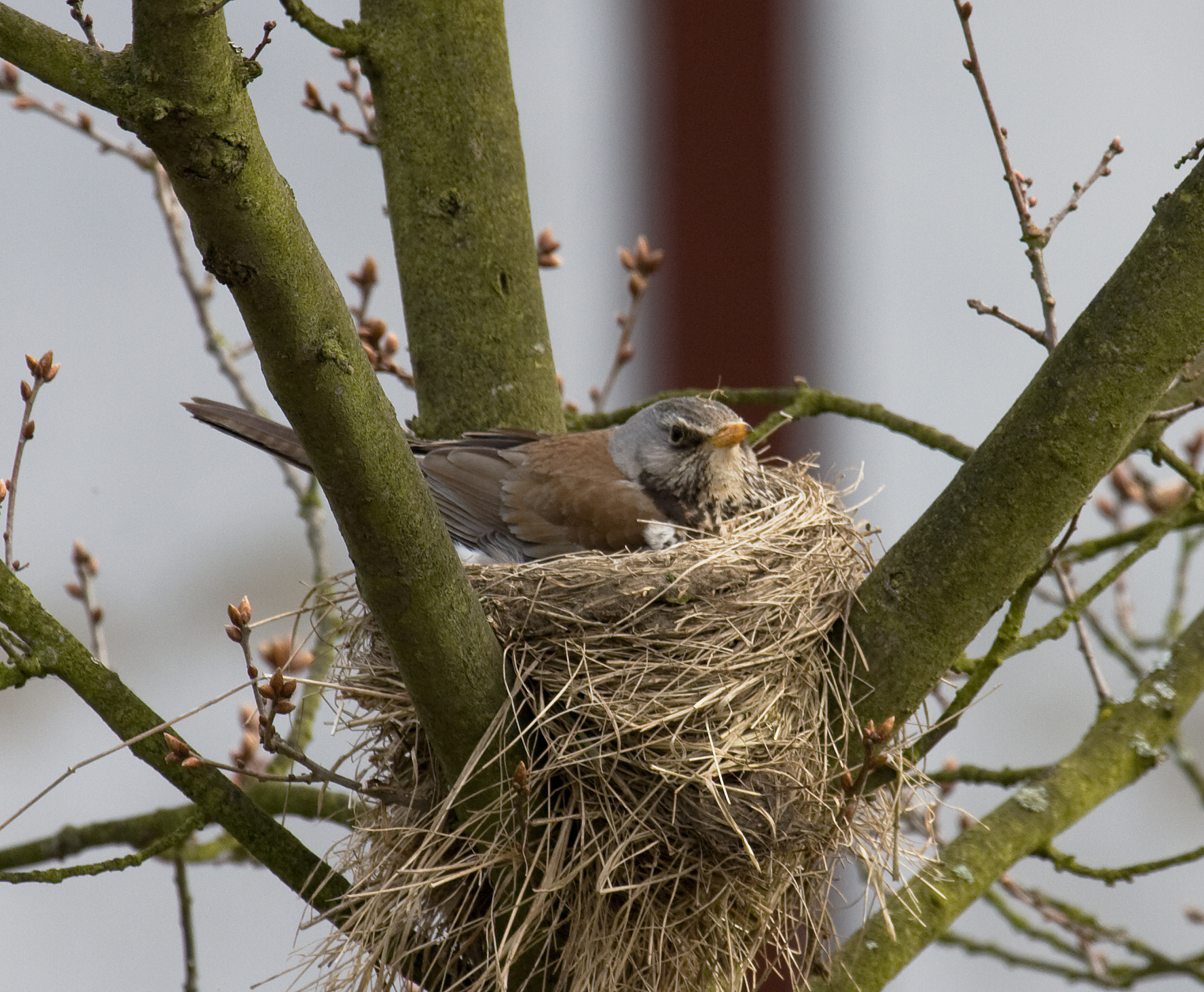
Ruvande björktrast.

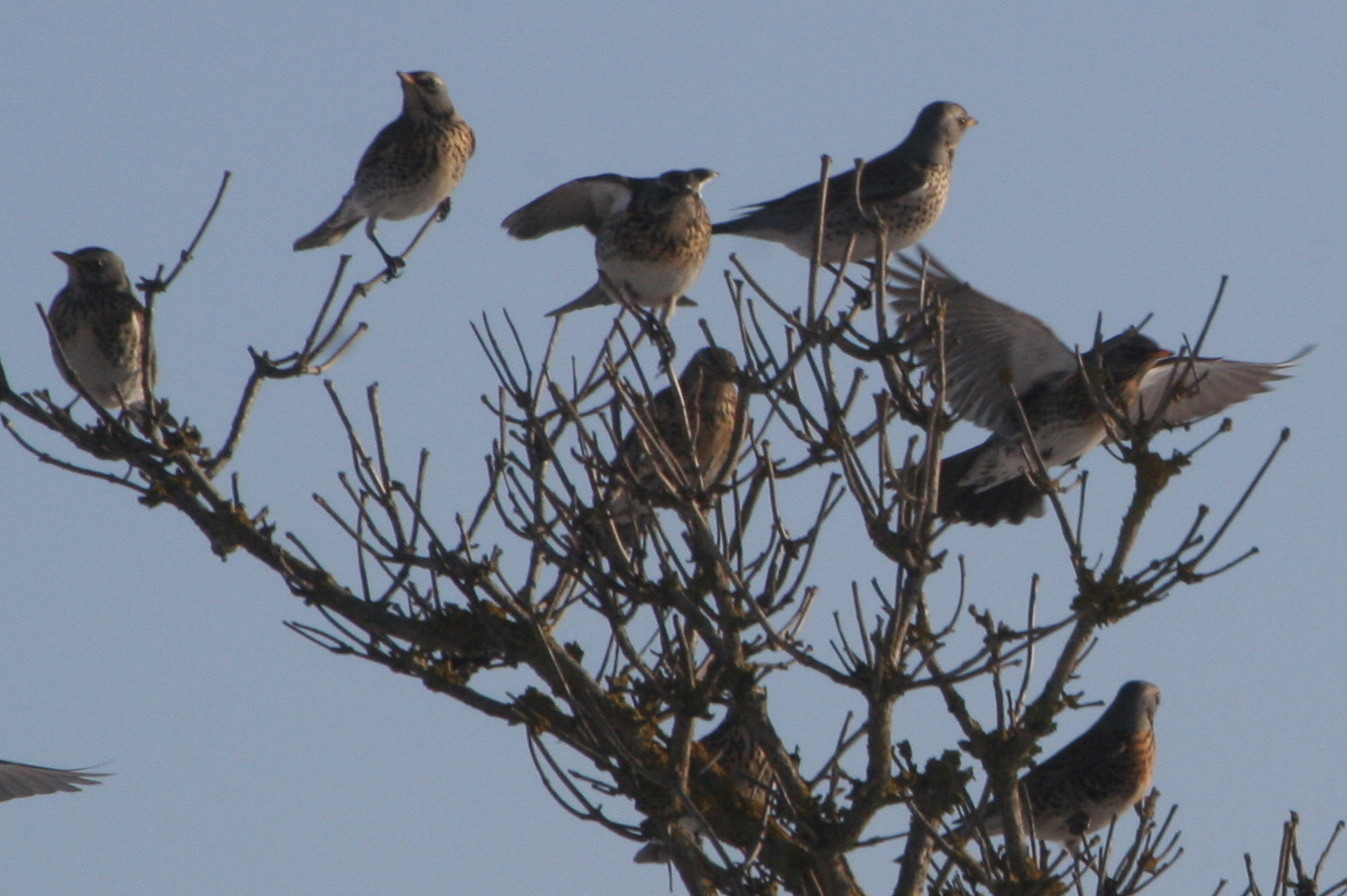
Utanför häckningstid kan björktrasten samlas i stora flockar.

### Häckning och biotop

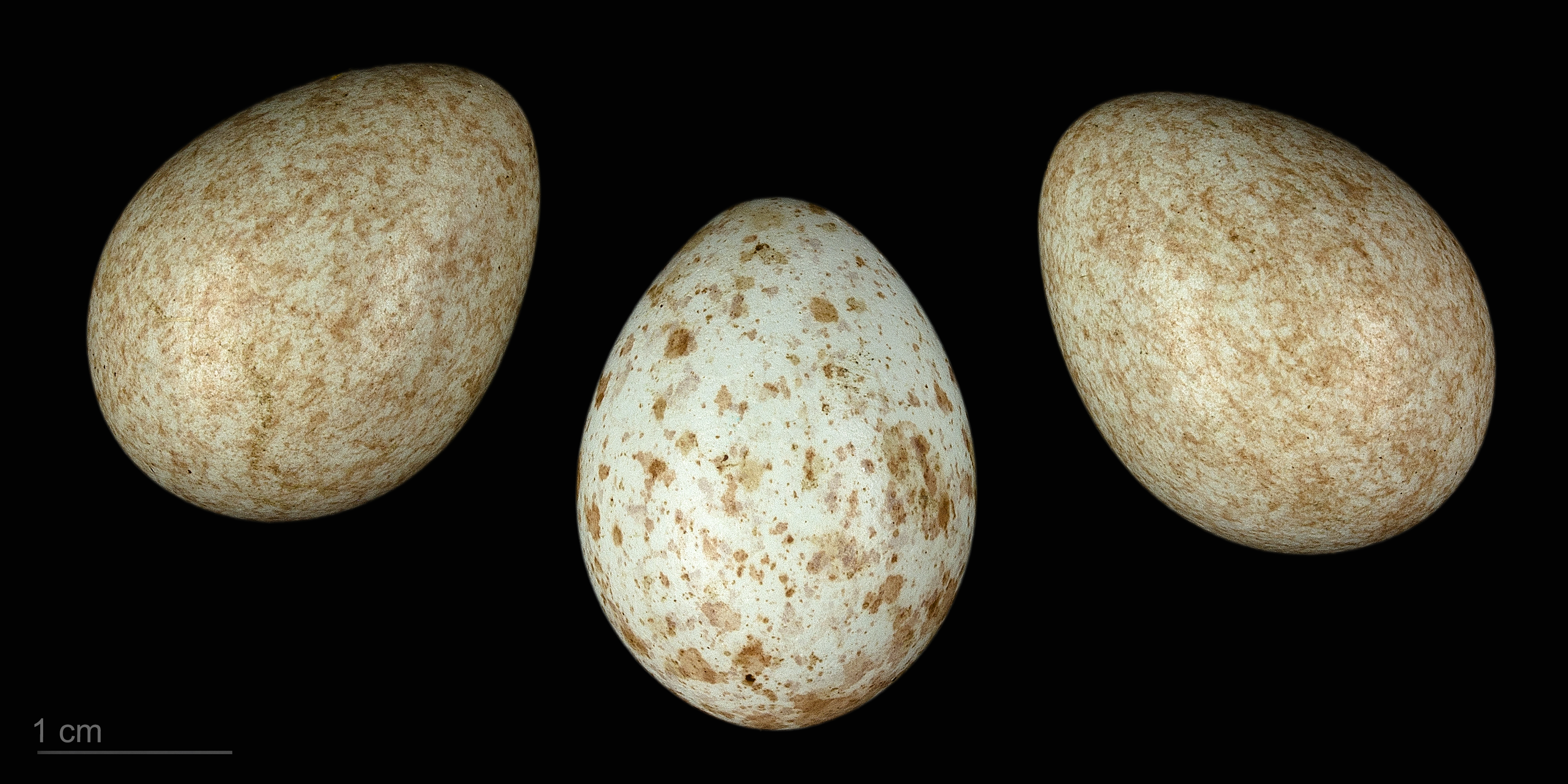
Turdus pilaris

Den häckar i olika slags skogsmark och busksly som till exempel fjällbjörkskog, löv- och blandskog, parker och trädgårdar. Den lever mest i större flockar och den föder ofta upp mer än en kull om året. Boet som byggs i en trädkrona är öppet. Honan lägger vanligtvis 5–6 ägg som är ljusgröna med bruna fläckar. Dessa ruvas av honan i 10 till 13 dygn. När ungarna är kläckta tar föräldrarna hand om dem och efter 11 till 15 dygn är de flygfärdiga.

### Föda
Björktrasten föredrar daggmask men livnär sig även på många andra sorters smådjur, till exempel insekter och spindlar. På hösten och vintern livnär de sig företrädesvis av rönnbär, enbär, lingon, fallfrukt och dylikt.

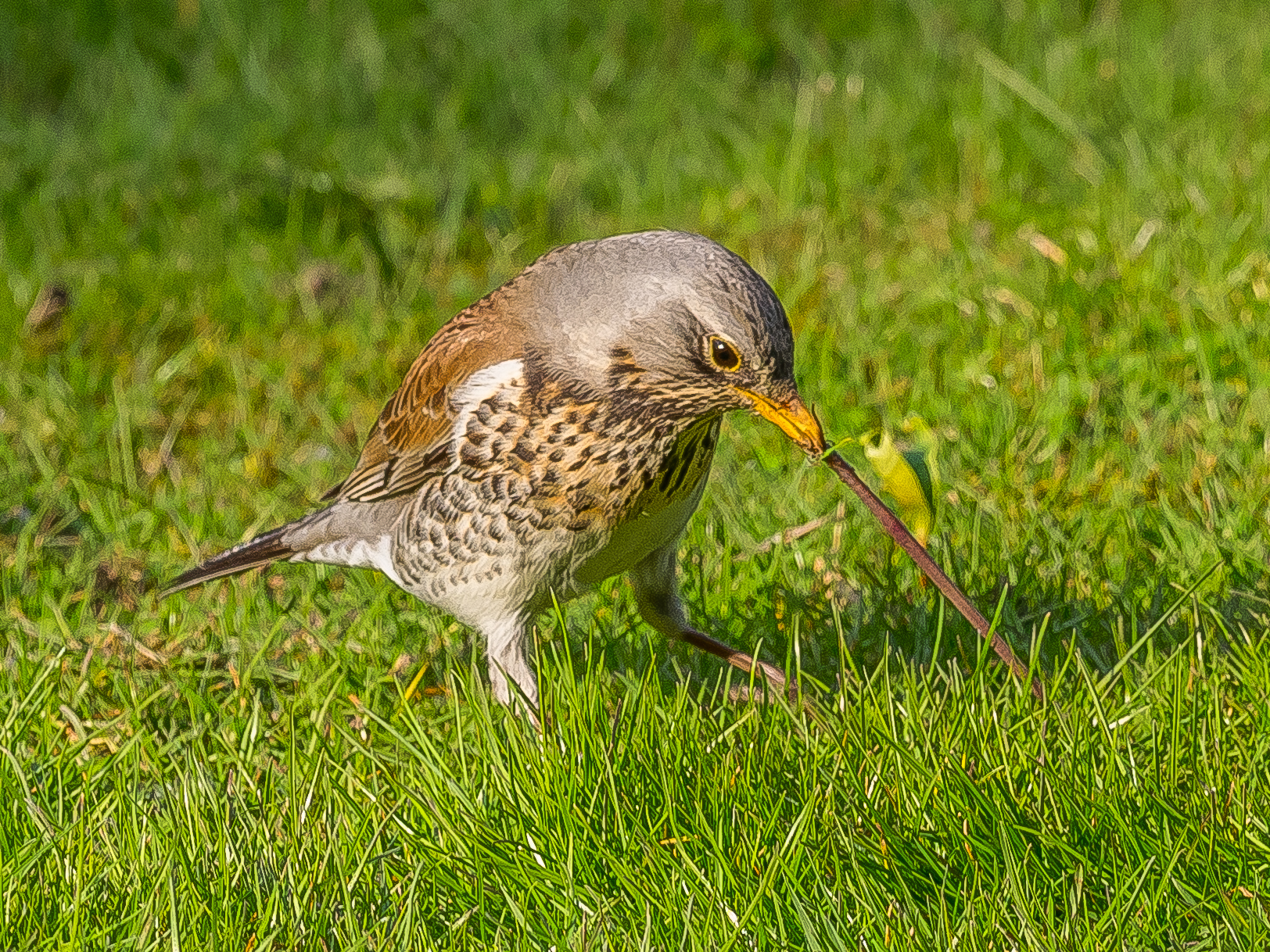
Björktrast med daggmask.
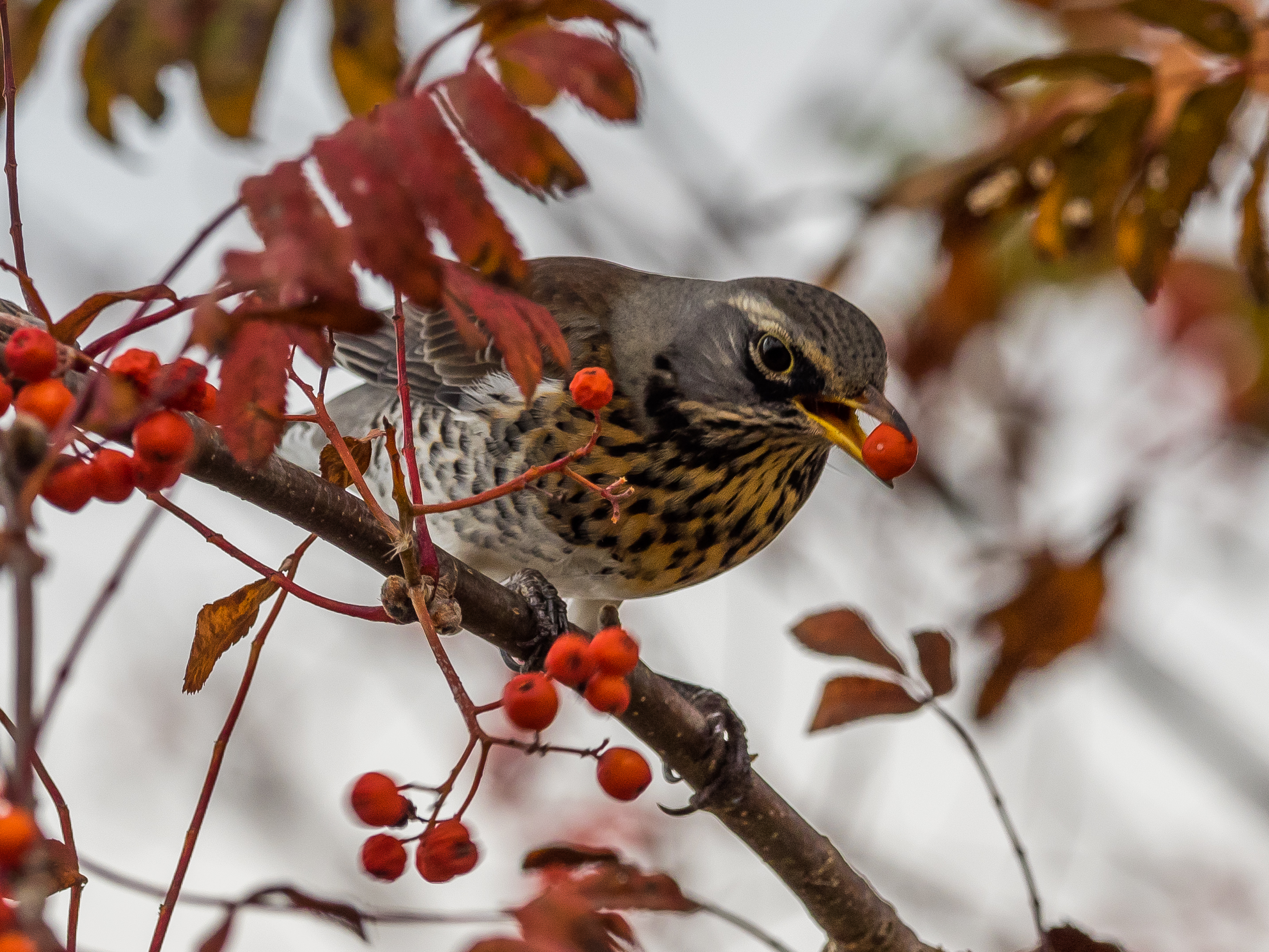
Björktrast med rönnbär.

## Björktrasten och människan

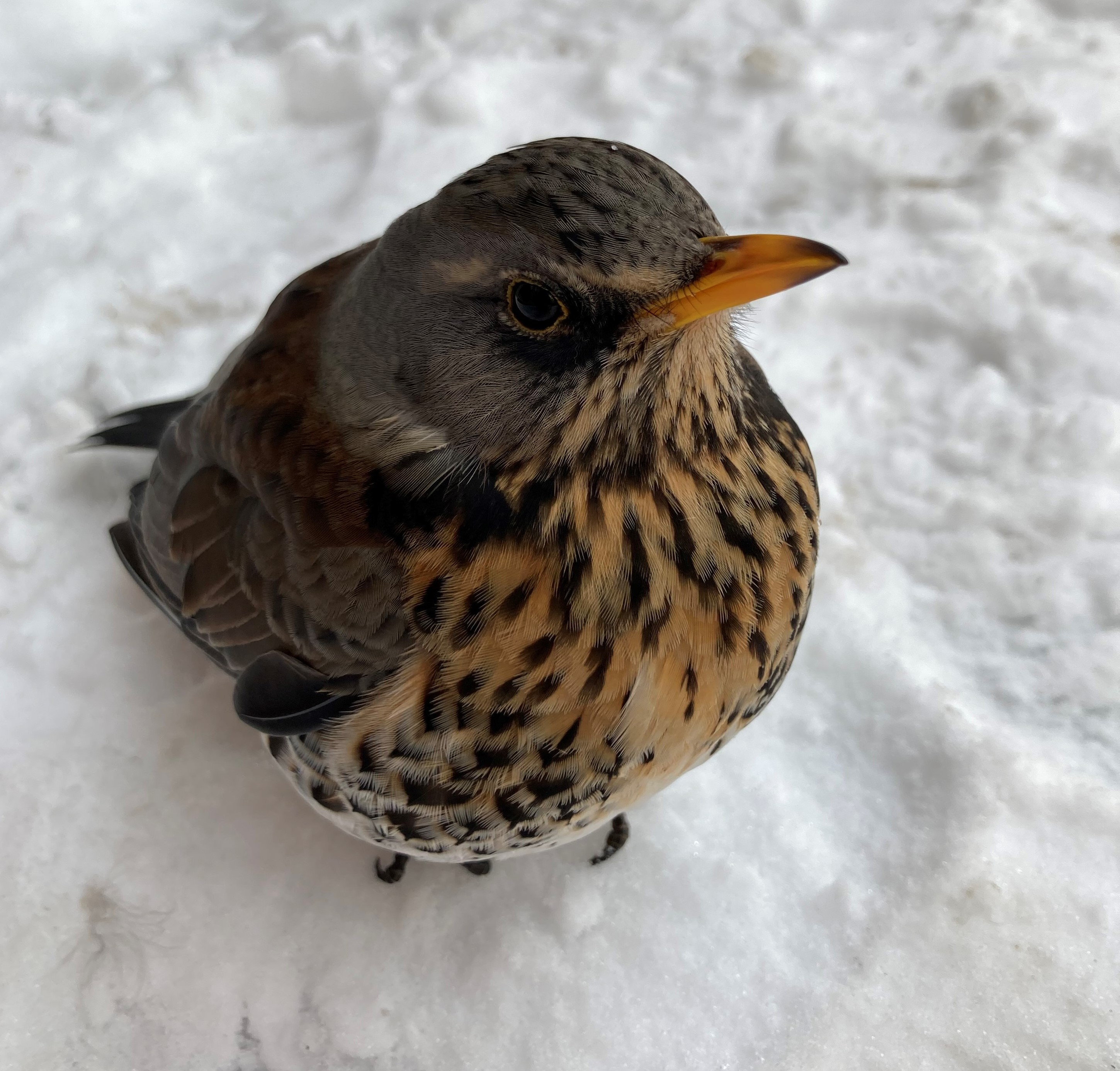
Björktrast vid bebyggelse i Uppland, i februarisnö.

## Status
Björktrasten har ett stort utbredningsområde och beståndet anses vara stabilt. Internationella naturvårdsunionen IUCN listar den därför som livskraftig (LC). Världspopulationen uppskattas mycket preliminärt till mellan 27,1 och 52,6 miljoner vuxna individer. I Sverige har björktrasten dock minskat i antal med 10–25 procent de senaste 15 åren. Den är sedan 2020 upptagen på Artdatabankens rödlista som nära hotad (NT). 2018 uppskattades det svenska beståndet till 594 000 par.

### I kulturen

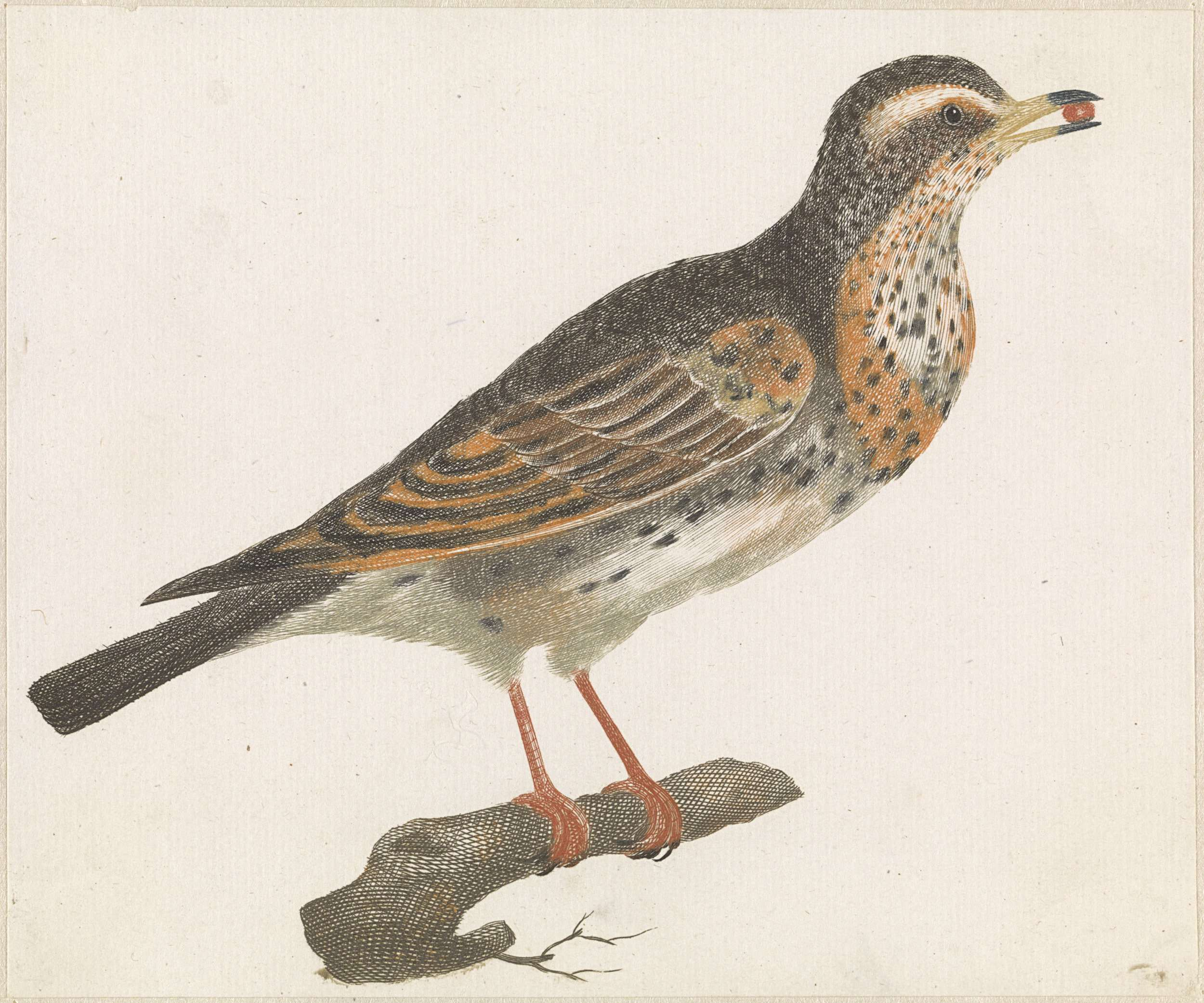
"Björktrast med bär i näbben", gravyr av Johan Teyler från 1688–1698.

På många håll har björktrasten förknippats med vinter. Att den kallats snowbird i England är inte så underligt då den i stora delar av Storbritannien bara förekommer vintertid. Men även i Sverige finns denna koppling i exempelvis det äldre namnet snöskata och det västmanländska ordstävet "När snöskatan kommer till gårds, blir det snart snö".
Trastar har länge varit uppskattad mat och man har funnit benrester i europeiska grottlämningar som dateras till senaste istiden. I Desiderius Erasmus tidiga 1500-talssamling av latinska ordspråk förekommer Turdus malum sibi ipse cacat, (trastens problem den själv utskiter), vilket refererar till att trasten sprider frön till de klibbiga bär som användes för att göra fågellim som i sin tur användes för att fånga fåglar.
Björktrasten var en av de mer populära kramsfåglarna i Europa, det vill säga fågel som fångades som föda. De jagades främst med snara, limsticka och slunga. Källor hävdar att det med slunga fångades 600 000 fåglar under en säsong i Preussen under 1600-talet, medan en annan källa hävdar att det årligen fångades 1,2 miljoner björktrastar bara i östra Preussen.

### Namn
Björktrasten beskrevs 1758 av Carl von Linné i hans Systema naturae under dess nuvarande vetenskapliga namn Turdus pilaris. Turdus är ett latinskt namn för just "trast". Artepitetet pilaris är svårare att härleda. Det latinska ordet betyder ungefär "från huvudet", härlett från pilus som betyder "hår". Men det betyder även "trast" på grund av en sammanblandning mellan grekiskans trikhas, som betyder "trast", och thrix eller trikhos, som betyder "hår". En äldre förklaring till kopplingen mellan trast och hår är att trastar fångades med snaror gjorda av tagel, det vill säga hästhår. Huruvida denna förklaring stämmer är omdiskuterad.
Dess äldre svenska trivialnamn snöskata och björkskata används av många än idag. I vissa områden i Norrland kallas den än idag för skvakatrast, och på flera finlandssvenska orter är den känd som skitutrast. Andra äldre namn är björkdrossel, i Skåne berkedrösla, på Gotland gäddtrast, i Helsingland vörtrost, i Norrland grantrost eller fjeldtrost. I delar av Dalarna kallas den sketrost.